# 1756 год в архитектуре
- В 1756 году завершилось строительство Большого Екатеринского Дворца
- Завершилось строительство церкви Екатеринского Дворца
- Построен Богоявленский собор в Казани
- Возведён Вознесенский собор в Йошкар-Оле
- Была заложена мечеть имама Хасана
- Построен храм Николая Чудотворца в Метлино
- Построена церковь Архангела Михаила в Покойном
- Возведён Кловский дворец в Киеве
- Построена Преображенская церковь (Козлятьево)
- Завершено строительство собора Святого Марка в Хорватии